# Parti Janamat
Le Parti Janamat (en népalais : जनमत पार्टी littéralement : « Parti de l'opinion publique » ; en anglais : Janamat Party est un parti politique népalais. Anciennement connu sous le nom d'Alliance pour l'indépendance du Madesh (en), il est formé par l'ancien dirigeant sécessionniste CK Raut (en). Cette création a lieu après la signature d'un accord de onze points avec le gouvernement du Népal de Khadga Prasad Sharma Oli qui aboutit à mettre fin à son mouvement séparatiste. Le parti est le septième plus grand parti au niveau local dans la province de Madhesh depuis les élections municipales de 2022.

## Résultats électoraux

### Élections législatives
| Année | Proportionnelle | Proportionnelle | Circonscriptions | Circonscriptions | Sièges  |
| Année | Voix            | %               | Voix             | %                | Sièges  |
| ----- | --------------- | --------------- | ---------------- | ---------------- | ------- |
| 2022  | 394 655         | 3,74            | 292 554          | 2,79             | 6 / 275 |